# Трофеи Пойнтона

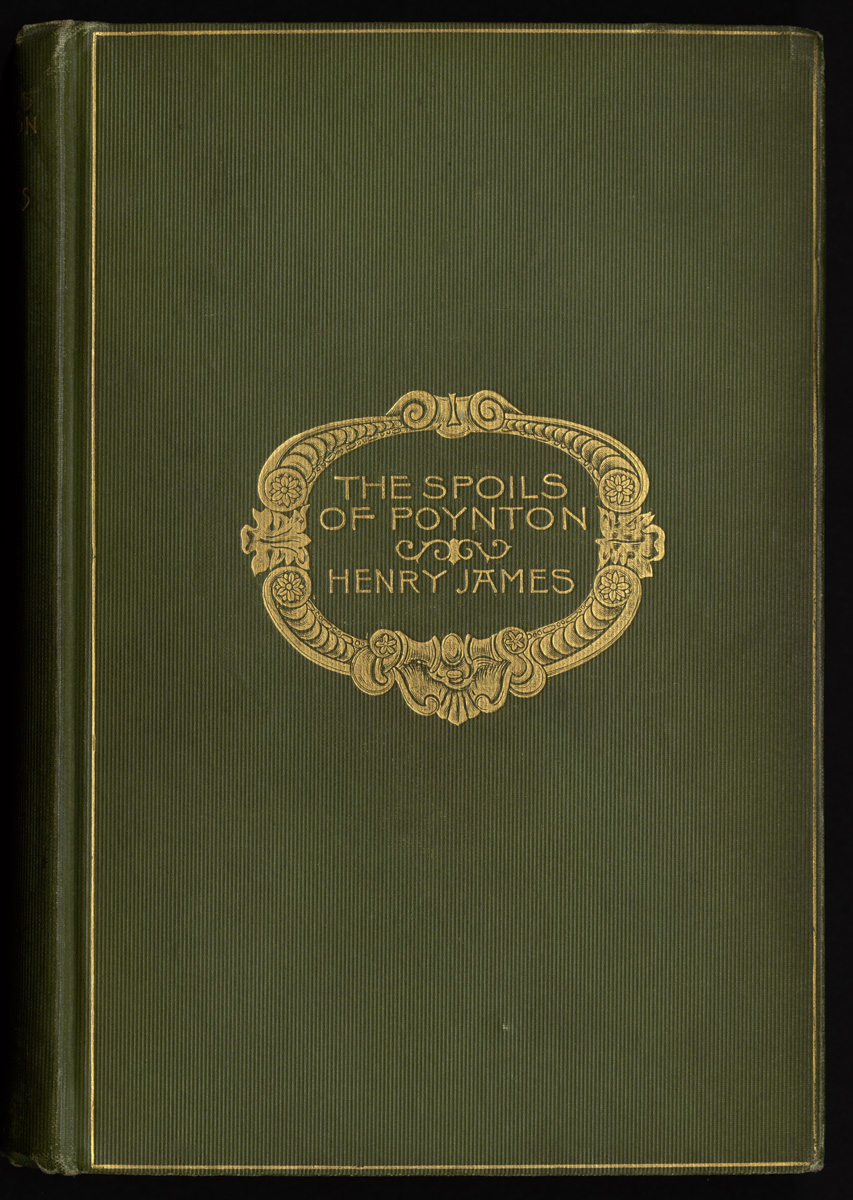
«Трофеи Пойнтона» (Бостон и Нью-Йорк, издательство «Хоутон Миффлин энд Компани», 1897)

«Трофеи Пойнтона» — роман Генри Джеймса, изданный в 1897 году. Оригинальное название «The Spoils of Poynton».
Роман был переведён на русский язык Н.Роговской и М.Шерешевской и опубликован издательством «Текст» (Россия) в 2006 году.

## Сюжет
Рассказывает о пожилой даме, миссис Герет, которая годами собирала мебель и другие предметы домашнего декора в своём доме, в Пойнтоне. Пришло время, когда её сын Оуэн собрался жениться. По закону дом и все в доме должно после свадьбы перейти ему и его жене. Миссис Герет, однако, не одобряет невесту сына, Мону Бригсток, и пытается навязать ему свою приятельницу Фледу Ветч, которая, в отличие от Моны, имеет безупречный вкус и может по достоинству оценить раритеты Пойнтона. Поняв, что расстроить помолвку у неё не получится, миссис Герет переезжает в другой дом (Рикс) и забирает с собой все сокровища Пойнтона. Оуэн и Мона в замешательстве от её поступка. Они пытаются, однако, полюбовно разобраться и сделать всё, что бы заполучить все вещи обратно.
Оуэн часто посещает свою мать в Риксе с целью уговорить её вернуть вещи, но так как та не поддаётся уговорам и отношения накаляются, их посредником скоро становится Фледа. У Фледы и Оуэна таким образом появляется возможность узнать друг друга получше: они совершают прогулки, говорят о миссис Герет, о Пойнтоне и его «трофеях». Через время Фледа влюбляется в Оуэна и он, Оуэн, начинает пытать к ней чувства. Он навещает Фледу в Лондоне, объясняется ей в любви и говорит, что помолвка с Моной будет расторгнута. Он уезжает к Моне что бы поговорить с ней об этом окончательно. Миссис Герет узнаёт об этом и немедля отправляет все вещи до последней обратно в Пойнтон, так как она думает, что уже всё решено и они достанутся Фледе, так как она, миссис Герет, хотела. Но от Оуэна долго нет вестей и потом из утренней газеты дамы узнают, что он всё-таки женился на Моне. Миссис Герет и Фледа в огромном огорчении.
Миссис Герет пытается заполнить пустоту в Риксе старыми вещами прошлой хозяйки и ей это хорошо удаётся, так как у неё отменный вкус к таким вещам. Боль Фледы постепенно утихает. Спустя какое то время она получает письмо от Оуэна о том, что она, Фледа, может взять из Пойнтона любую понравившуюся ей одну вещь, в знак принесённого ей страдания. Фледа едет в Пойнтон через месяц что бы осуществить просьбу Оуэна, но на вокзале узнаёт, что Пойнтон сгорел дотла накануне утром и ничего из содержимого в нём не уцелело.

## Фильм
В 1970 году канал BBC выпустил многосерийный одноимённый фильм по сюжету книги. Главные роли сыграли Паулина Джеймсон и Джемма Джонс.